# Odio le bionde
Odio le bionde è un film commedia prodotto nel 1980 e diretto da Giorgio Capitani con protagonista Enrico Montesano. Si tratta di una co-produzione tra Francia, Germania e Italia, e venne distribuito nelle sale italiane da Medusa Film.

## Trama
Emilio Serantoni è uno spiantato scrittore di romanzi gialli. Donald, suo collega, diventa un affermato scrittore grazie alla pubblicazione, a suo nome, dei romanzi scritti da Emilio. Non tollerando più la situazione, Emilio si presenta dall'agente letterario di Donald, all'oscuro di tutto, chiedendogli di pubblicare i suoi manoscritti a suo nome. L'agente, preoccupato per la carriera del suo cliente, mette subito Emilio in cattiva luce.
A complicare la vita di Emilio entrano in scena anche due ladri: Angelica e Serge che escogitano un piano per un furto ai danni di Donald. Emilio, intanto, deve descrivere nel romanzo i dettagli su un sistema d'allarme e Donald, per non perdere altro tempo, gli descrive quello della sua villa. Angelica e Serge leggono di nascosto il manoscritto e capiscono i movimenti necessari per entrare nell'abitazione di Donald. A furto avvenuto, la refurtiva viene nascosta dai due ladri nel modesto appartamento di Emilio, perché credono che sia un ricettatore. Il giorno successivo, Donald si reca da Emilio, dove sono nascosti i due malviventi, che origliano i discorsi dei due, ricavando informazioni su come poter svaligiare la cassaforte.
In occasione della visita dell'editore, Donald organizza un ricevimento nella sua villa dove Angelica e Serge riescono a intrufolarsi con l'inganno. Emilio, dopo essersi accorto di aver scambiato il manoscritto con la sua raccolta di poesie già consegnata all'agente letterario, è costretto a raggiungere la villa. Durante il ricevimento, approfittando della confusione, Angelica e Serge tentano di scassinare la cassaforte, ma Emilio dopo essersene accorto, mette al sicuro i beni dell'amico. I ladri vanno via ed Emilio ripristina il contenuto della cassaforte facendosi scoprire da Donald. Emilio spiega la situazione all'amico e, alla presenza dell'editore, si lascia scappare il segreto sulla pubblicazione dei romanzi.
Donald, sentendosi incapace di ricominciare a scrivere di suo pugno, è deciso a tentare il suicidio, ma viene fermato da Padosky, uno scrittore con grandi potenzialità. Incuriosito, Donald decide di servirsi di lui e presenta all'editore, che promette di pubblicarlo, il suo romanzo con il titolo Odio le bionde. Padosky però, a differenza di Emilio, pretende la gran parte del ricavato del libro, lasciando a Donald una percentuale minima. L'editore, inoltre, convince Emilio a scrivere un suo romanzo, facendolo pubblicare a suo nome.
Rimasta nei paraggi, Angelica è notata dall'editore, che decide di portarla via con sé; ma Emilio ferma l'automobile e la fa scendere, perché capisce di amarla. 

## Produzione
Nel 1979 il regista Giorgio Capitani aveva girato Aragosta a colazione, film che mostra analogie con Odio le bionde, a partire dal protagonista, interpretato ancora una volta da Enrico Montesano. Il ruolo di Donald in questa versione è interpretato da Jean Rochefort, invece nel film del 1979 è interpretato da Claude Brasseur. In entrambi i film compaiono Renato Mori e Roberto Della Casa.